# Бінетто
Бінетто (італ. Binetto) — муніципалітет в Італії, у регіоні Апулія, метрополійне місто Барі.
Бінетто розташоване на відстані близько 370 км на схід від Рима, 18 км на південний захід від Барі.
Населення — 2214 осіб (2014).
Щорічний фестиваль відбувається 7 квітня. Покровитель — San Crescenzio.

## Демографія
Населення за роками:

Станом на 1 січня 2023 року в муніципалітеті офіційно проживав 31 іноземець з 13 країн, серед них 7 громадян країн Євросоюзу.

## Сусідні муніципалітети
- Бітетто
- Бітонто
- Грумо-Аппула
- Пало-дель-Колле
- Саннікандро-ді-Барі
- Торитто